# Eisenbahnunfall von Ghaziabad
Bei dem Eisenbahnunfall von Ghaziabad stießen am 6. Mai 1908 aufgrund des Versagens des Zugsicherungssystems zwei Züge bei Ghaziabad (damals United Provinces in Britisch-Indien) frontal zusammen. Etwa 120 Menschen starben.

## Ausgangslage
Auf der eingleisigen Strecke der Oudh and Rohilkhand Railway zwischen Ghaziabad und Dasna wurden Zugfahrten durch das Tablet-System gesichert, nach dem eine zwei benachbarten Bahnhöfen gemeinsame Sicherungsanlage immer nur ein Tablet herausgab. Nur der Lokomotivführer, der das Tablet in seinem Besitz hatte, durfte in die Strecke einfahren. Die Unfallstelle lag in einer bewaldeten Kurve.
Einer der am Unfall beteiligten Züge führte einen Transportbehälter mit brennbarem Gas mit. Beide Züge waren mit je etwa 60 km/h unterwegs.

## Unfallhergang
Auf nie geklärte Weise versagte die Anlage der Zugsicherung und gab in beiden Bahnhöfen je ein Tablet frei. Zwei Züge, je einer von Ghaziabad und Dasna, fuhren so aufeinander zu, erkannten die Gefahrensituation erst relativ spät und stießen frontal zusammen. Beide Lokomotiven und eine Reihe von Wagen wurden schwer beschädigt. Der Gasbehälter explodierte und steckte beide Züge in Brand. Aufgrund dessen konnte die genaue Zahl der Toten anschließend nicht mehr ermittelt werden.

## Folgen
Etwa 120 Menschen starben, über 50 wurden darüber hinaus verletzt.